# Hendrik Anthony Kramers
Pour les articles homonymes, voir Kramers.
Hendrik Anthony Kramers est un physicien théoricien néerlandais (17 décembre 1894 à Rotterdam – 24 avril 1952 à Oegstgeest).

## Biographie
Hendrik Kramers fait des études en mathématiques et en physique à l'Université de Leyde. Après son diplôme de master en 1916 il souhaite effectuer sa thèse avec Max Born à l'Université de Göttingen. Ce projet sera entravé par la guerre et il part rejoindre Niels Bohr à l'Université de Copenhague, le Danemark étant un pays neutre. La thèse sera dirigée officiellement par Paul Ehrenfest à Leyde.
Il est professeur associé à Copenhague puis rejoint l'Université d'Utrecht comme professeur en 1926. En 1934 il succède à Ehrenfest à Leyde où il partage son activité avec un poste à l'Université de technologie de Delft obtenu en 1931.
Il est l'un des fondateurs du Centrum voor Wiskunde en Informatica en 1946.

## Travaux
Assistant de Bohr à Copenhague, il a participé activement au développement de la théorie des quanta, puis de la mécanique quantique et de la physique statistique.
Après son retour aux pays-Bas il est l'auteur de nombreux travaux en collaboration dont certains fondamentaux avec Werner Heisenberg,.

## Distinctions
- Membre de l'Académie royale néerlandaise des arts et des sciences en 1929[4].
- Médaille Lorentz en 1947.
- En 1951, il est lauréat de la médaille Hughes pour ses travaux sur l'application de la mécanique quantique aux propriétés optiques et magnétiques de la matière.
- Membre de la Royal Society of Edinburgh en 1951[5].